# Брюнуа
Брюнуа (фр. Brunoy) — город и коммуна во французском департаменте Эсон, округ Эври, административный центр кантона Брюнуа.

## Географическое положение
Брюнуа находится к юго-востоку от Парижа и связан с ним RER и автобусными маршрутами. Лежит на реке Йер.

## Города-побратимы
- Виттлих, Германия
- Эшпинью, Португалия